# Olivier Anquier
Olivier Noel Christian Anquier (Paris, 11 de novembro de 1959), mais conhecido como Olivier Anquier, é um chef, empresário e apresentador francês, naturalizado brasileiro.

## Biografia
Nascido e criado na comuna francesa de Montfermeil, localizada no subúrbio parisiense, Olivier Anquier imigrou para o Brasil em 1979, e naturalizou-se brasileiro no final de 2007. No país, ele se tornou conhecido por trabalhar como apresentador de TV em programas que abordavam as temáticas viagem e culinária. Atualmente, está no reality de confeitaria Bake Off Brasil onde é jurado dos confeiteiros competidores amadores. O programa é exibido pelo SBT.

## Vida Pessoal
Olivier foi casado por 15 anos, de 1991 até 2006, com a atriz Débora Bloch, com quem teve dois filhos, nascidos no Rio de Janeiro: Júlia Bloch Anquier, nascida em 1992, e Hugo Bloch Anquier, nascido em 1997. Desde 2010 é casado com a atriz Adriana Alves, com quem tem uma filha, Olívia Alves Anquier, nascida em São Paulo, no dia 3 de janeiro de 2017.

## Carreira
Comandou o quadro de culinária nos programas Tudo a Ver em 2005 e 2006, coordenado por Paulo Henrique Amorim, Domingo Espetacular em 2006, 2007 e 2008 chamado Diário do Olivier. Posteriormente, em 2007, teve um quadro de culinária no Programa da Tarde de Maria Cândida, também na Rede Record. 
Teve passagens pela Rede Bandeirantes e na GNT com o programa Diário do Olivier e o reality show, Cozinheiros em Ação.
Hoje, além de apresentador, também é empresário. Seu mais recente empreendimento é o Esther Rooftop. Proprietário também do reconhecido restaurante L'Entrecot do Olivier em São Paulo.
Em 2012, fez uma participação especial na novela infanto-juvenil Carrossel do SBT como um chef de cozinha dando comida aos cachorros Rabito e Maria Antonieta. 
Em 30 de março de 2017, Olivier deixa o GNT.
Em maio de 2018, participou e foi jurado do Batalha dos Confeiteiros Brasil. Em seguida, assinou com o SBT para ser jurado do Bake Off Brasil: Mão na Massa.